# Біомінералізація

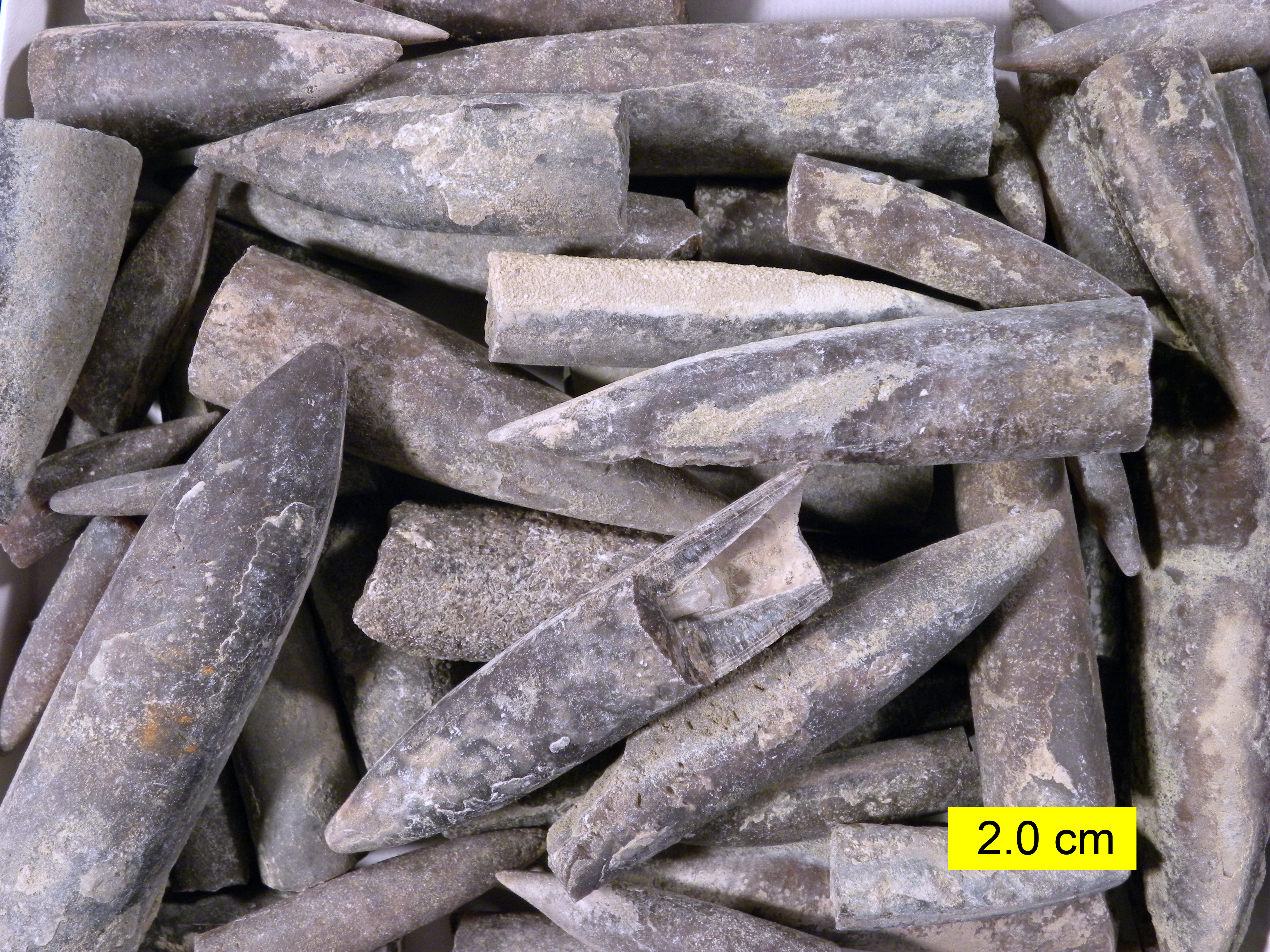
Кальцитні скелетні частини белемнітів (Юра, Вайомінг)

Біомінералізація — процес утворення різноманітних накопичень мінералів організмами у процесі своєї життєдіяльності. Синтез неорганічних кристалічних або аморфних мінералоподібних речовин живими організмами. Серед мінералів, синтезованих біологічно — флуороапатит, магнетит (Fe3O4), кальцій карбонат (CaCO3).
Оскільки окремі з біомінералів не можуть бути сформовані неорганічно в біосфері, їхнє скупчення є доказом історичного перебування живих організмів у певному ареалі.

## Карбонати
- Кальцит
- Арагоніт
- Фатерит
- Моногідрокальцит
- Протодоломіт
- Аморфний гідрокарбонат
- Гідроцерусит
- Гейлюсит

## Фосфати
- Гідроксилапатит
- Октокальційфосфат
- Франколіт
- Даліт
- Вітлокіт
- Струвіт
- Брушит
- Ньюберіїт
- Вівіаніт
- Гопіїт
- Боб'єїт
- Монетит

## Самородні елементи
- Сірка
- Золото

## Сульфати
- Гіпс
- Целестин
- Барит
- Ярозит

## Оксиди
- Опал
- Магнетит
- Гьотит
- Лепідокрокіт
- Гематит
- Ферригідрит
- Тодорокіт
- Бьорнесит

## Галогеніди
- Флюорит
- Галіт
- Гієратит

## Сульфіди
- Пірит
- Гідротроїліт
- Сфалерит
- Вюртцит
- Галеніт
- Грейгіт
- Маккінавіт